# Фріц Горн
Фріц Горн (нім. Fritz Horn, 1909 — ) — німецький хокеїст на траві.
Бронзовий призер Олімпійських Ігор 1928 року.